# San Juan Bautista (Baleares)
San Juan Bautista (oficialmente en catalán: Sant Joan de Labritja) es una parroquia y un municipio de la comunidad autónoma de Islas Baleares, España. El municipio de San Juan Bautista está situado en la parte septentrional de la isla de Ibiza. Tiene una extensión de 121 km, y una población que ronda los 5500 habitantes, distribuida entre las cuatro parroquias que lo conforman: San Juan Bautista, Sant Llorenç de Balàfia, San Miguel de Balansat y Sant Vicent de sa Cala.
El núcleo urbano de San Juan es la capital del municipio. Es un pequeño pueblo, como todos los que integran el municipio, que consta de unos 169 habitantes el núcleo de población y 726 habitantes de población diseminada. Dentro de esta población se halla una de las zonas turísticas más importantes del municipio, Portinatx. 

## Demografía
San Juan Bautista cuenta con una población de 6948 habitantes (INE 2024).
| Gráfica de evolución demográfica de San Juan Bautista entre 1842 y 2021 |
| |
| Población de derecho según los censos de población del INE Población de hecho según los censos de población del INEEn estos censos se denominaba San Juan Bautista: 1842, 1857, 1860, 1877, 1887, 1897, 1900, 1910, 1920, 1930, 1940, 1950, 1960, 1970, 1981 y 1991 |

| Nacionalidad | Hombres | Mujeres | Total | %      | Proporción |
| ------------ | ------- | ------- | ----- | ------ | ---------- |
| Española     | 2130    | 2055    | 4185  | 62.4 % |            |
| Extranjera   | 1271    | 1247    | 2518  | 37.5 % |            |

### Núcleos de población
Sus núcleos urbanos son de pequeño tamaño ya que la mayor parte de la población de San Juan se encuentra diseminada y reside en viviendas unifamiliares dispersas por toda la geografía de su término municipal.
| Entidad de población    | Habitantes (2005)[cita requerida] |
| ----------------------- | --------------------------------- |
| Cala de Portinatx       | 458                               |
| Cala Sant Vicent        | 117                               |
| Port de Sant Miquel     | 109                               |
| San Juan Bautista       | 956                               |
| Sant Llorenç de Balàfia | 1341                              |
| Sant Miquel de Balansat | 1544                              |
| Sant Vicent de sa Cala  | 313                               |

## Administración y política
| Partido político                                         | 2023  | 2023  | 2023       | 2019  | 2019  | 2019       | 2015  | 2015  | 2015       | 2011  | 2011  | 2011       | 2007  | 2007  | 2007       |
| Partido político                                         | %     | Votos | Concejales | %     | Votos | Concejales | %     | Votos | Concejales | %     | Votos | Concejales | %     | Votos | Concejales |
| Partido Popular (PP)                                     | 49,21 | 1033  | 8          | 65,65 | 1405  | 10         | 61,97 | 1258  | 9          | 77,79 | 1643  | 12         | 78,39 | 1763  | 9          |
| Santi                                                    | 17,48 | 367   | 2          | —     | —     | —          | —     | —     | —          | —     | —     | —          | —     | —     | —          |
| Sa Veu des Poble (SVDP)-Ciudadanos (CS)                  | 14,53 | 305   | 2          | 1,96  | 42    | 0          | —     | —     | —          | —     | —     | —          | —     | —     | —          |
| Partit Socialista de les Illes Balears (PSIB-PSOE)       | 9,76  | 205   | 1          | 16,16 | 346   | 2          | 15,91 | 323   | 2          | 12,64 | 267   | 1          | 20,45 | 460   | 2          |
| Podem-Esquerra Unida de les Illes Balears (EUIB)-Guanyem | 4,85  | 102   | 0          | 11,54 | 247   | 1          | 176   | 8,67  | 1          | —     | —     | —          | —     | —     | —          |
| Mas Eivissa-Corsaris Democratis (MEC)                    | —     | —     | —          | —     | —     | —          | 7,68  | 156   | 1          | —     | —     | —          | —     | —     | —          |

## Monumentos y lugares de interés
- Cala d'Es Portixol